# Harry W. Harmattan
Harry W. Harmattan je pseudonym, který si vytvořili společně dva čeští spisovatelé – Václav Havránek a Josef Kuchynka.

## Díla pod pseudonymem
Vesměs se jednalo o detektivní a špionážní romány s použitím sci-fi prvků:
- 1936 Děsivé proroctví – román vydán o tři roky dříve pod názvem Akord smrti v příloze Českého slova podepsaný jmény obou autorů
- 1937 Znamení pentody
- 1937 Zločin ve stratosféře
- 1946 Pán strachu

## Samostatná tvorba
Oba spisovatelé napsali mnoho děl i zcela samostatně .